# Космічна програма «Discovery»

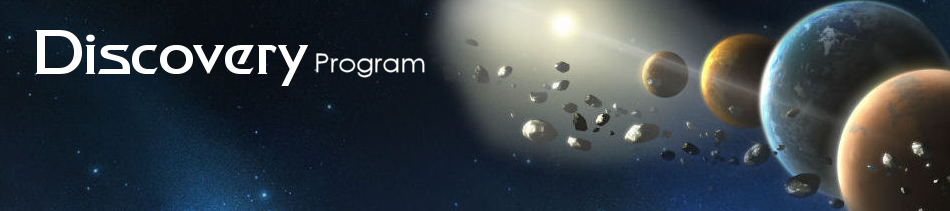
Зображення з веб сайту програми Discovery (2016)

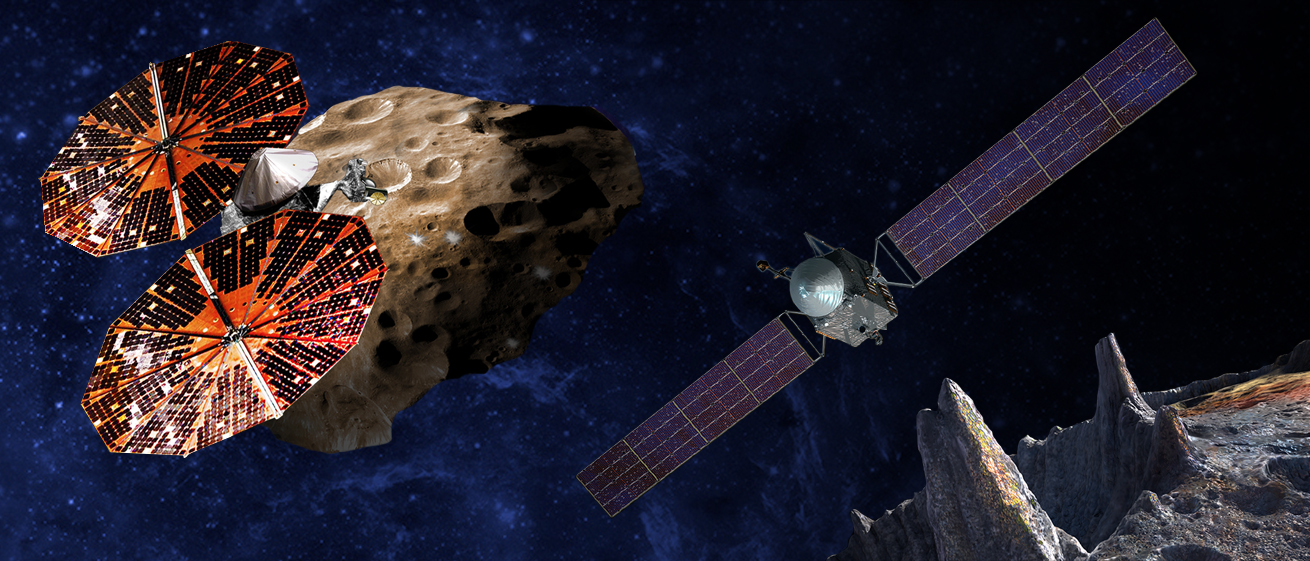
Зображення місій Люсі і Психея

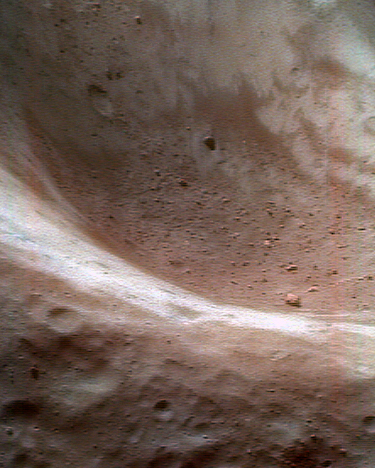
Реголіт на астероїді Ерос, світлини зроблені космічним апаратом NEAR Shoemaker

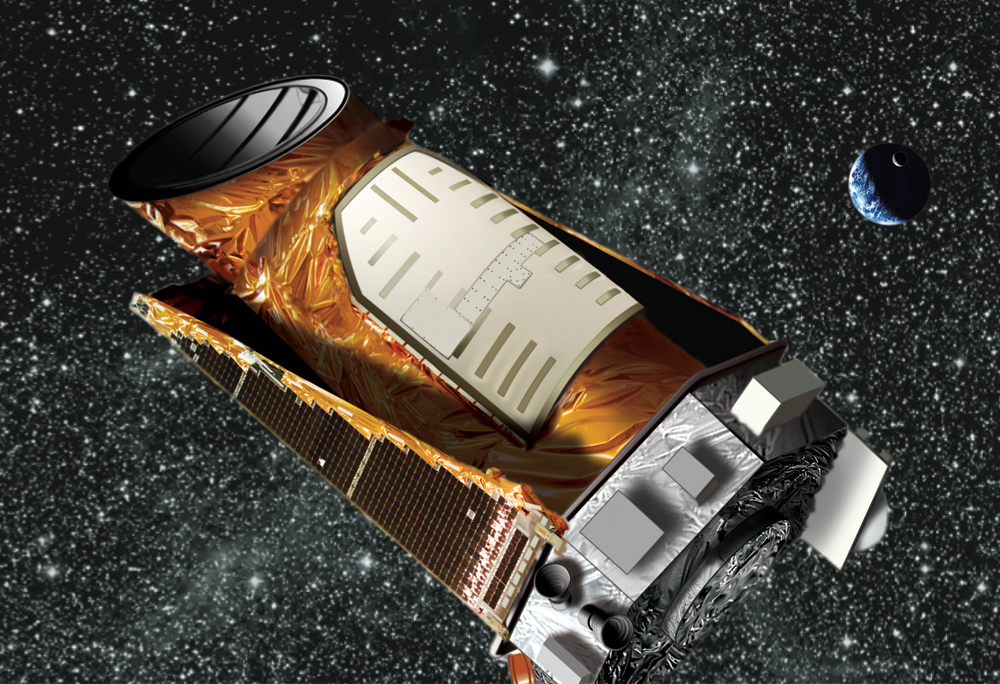
Космічна обсерваторія Кеплер

Космічна програма Discovery (укр. Діскавери) — серія недорогих (порівняно з програмами New Frontiers або Flagship) місій НАСА з дослідження Сонячної системи. Програма була заснована у 1990 році для реалізації політики щодо нових космічних досліджень тодішнього керівника НАСА Деніела Голдіна — «Швидше, краще, дешевше». У традиційних місіях НАСА цілі й завдання плануються заздалегідь, після чого починається пошук претендентів на проведення місії. Натомість місії за програмою Discovery визначаються шляхом аналізу пропозицій, які може висунути будь-хто, після чого здійснюється їх експертна оцінка. Місії обираються на конкурсній основі. Відібрані місії очолює вчений, який називається Головним дослідником. Комісія з вибору місій може складатися з представників промисловості, малого бізнесу, державних лабораторій і університетів. Усі місії, здійснені в рамках програми Discovery, доповнили наші знання щодо Сонячної системи.
Програма Discovery також включає «Місії можливостей» (Missions of Opportunity), які фінансують участь США в космічних апаратах інших космічних агентств, — наприклад, шляхом надання наукових приладів. Вона також може бути використана для перепрофілювання існуючого космічного апарата НАСА для нової місії.
4 січня 2017 року НАСА анонсувала наступні місії за програмою (13 та 14), були обрані дві місії: «Люсі» — для відвідання кількох астероїдів і троянців і «Психея» — для відвідання астероїда Психея. Станом на червень 2021 року останніми обраними місіями Discovery були VERITAS і DAVINCI — відповідно, 15-та і 16-та місії програми.

## Історія
У 1989 році відділ дослідження Сонячної системи ініціював кілька робочих зустрічей з метою виробити нову стратегію для досліджень до 2000 року. Список містив «Програму невеликих місій» (ПНМ), які матимуть відносно низьку вартість і даватимуть змогу вирішувати наукові завдання за відносно короткий час. Було прискорено вивчення пропозицій щодо місій для програми, а фінансування розпочалось уже в 1990 р. Нова програма була названа Discovery. Група експертів оцінила ряд концептів місій, які можуть бути реалізовані в рамках встановленого бюджету.
Першою місією, яка була обрана, стала The Near Earth Asteroid Rendezvous — Shoemaker (NEAR Shoemaker), вона була запущена 17 лютого 1996 року. Друга місія, Mars Pathfinder, була запущена 4 грудня 1996 року, були випробовані і продемонстровані ряд новаторських, економічних і високоефективних підходів до розробки космічних апаратів. Серед них — надувні подушки безпеки, які допомогли роверу «Соджорнер» витримати посадку на Марс. Слід зазначити, що дослідницькі марсоходи «Оппортьюніті» і «Спіріт» не були частиною програми Discovery, вони використовували систему посадки Mars Pathfinder. Місії «Фенікс» і MAVEN належать до програми «Програми дослідження Марса», а не Discovery.

## Місії

### Окремі місії

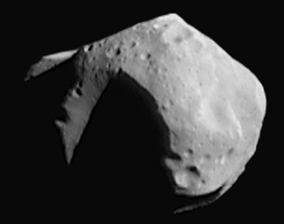
Астероїд 253 Матільда

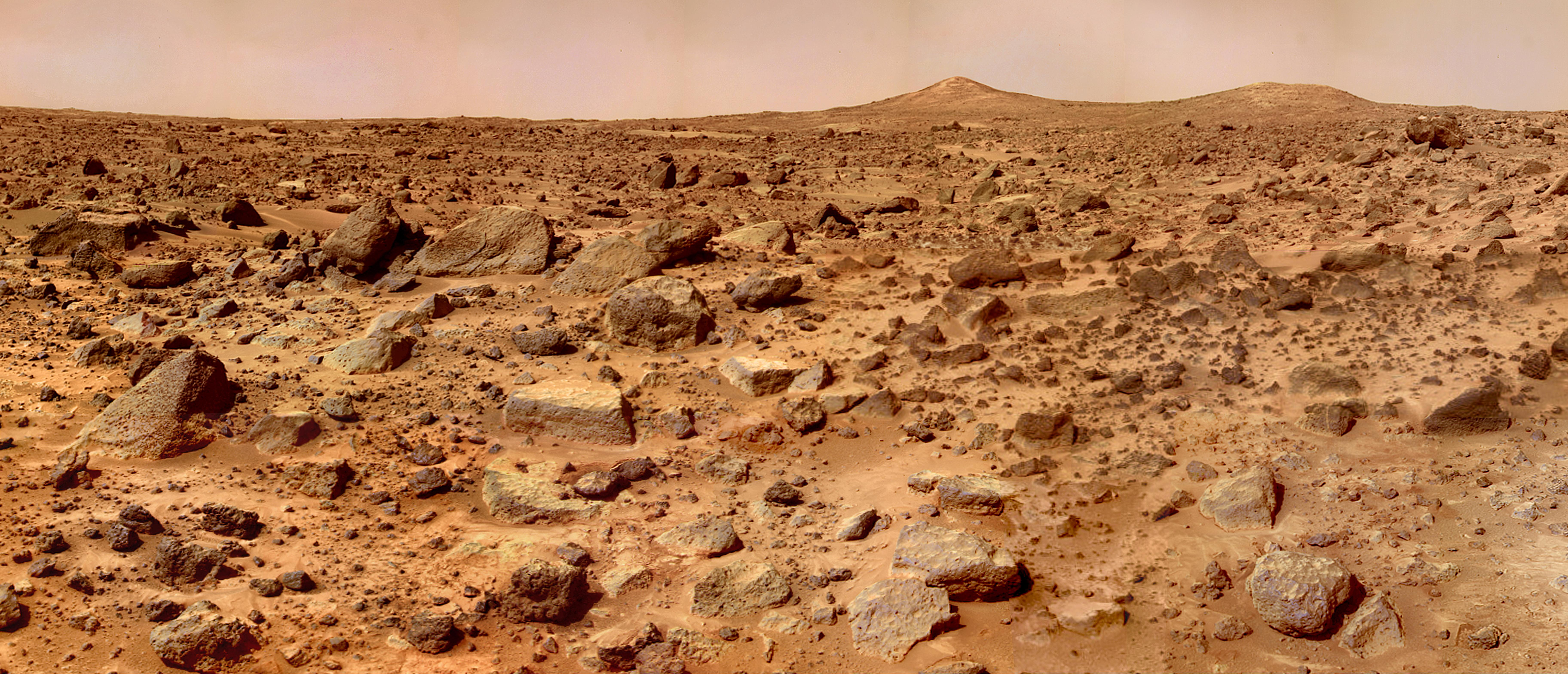
Краєвид, сфотографований апаратом Mars Pathfinder

Анімація обертання астероїда 433 Ерос.

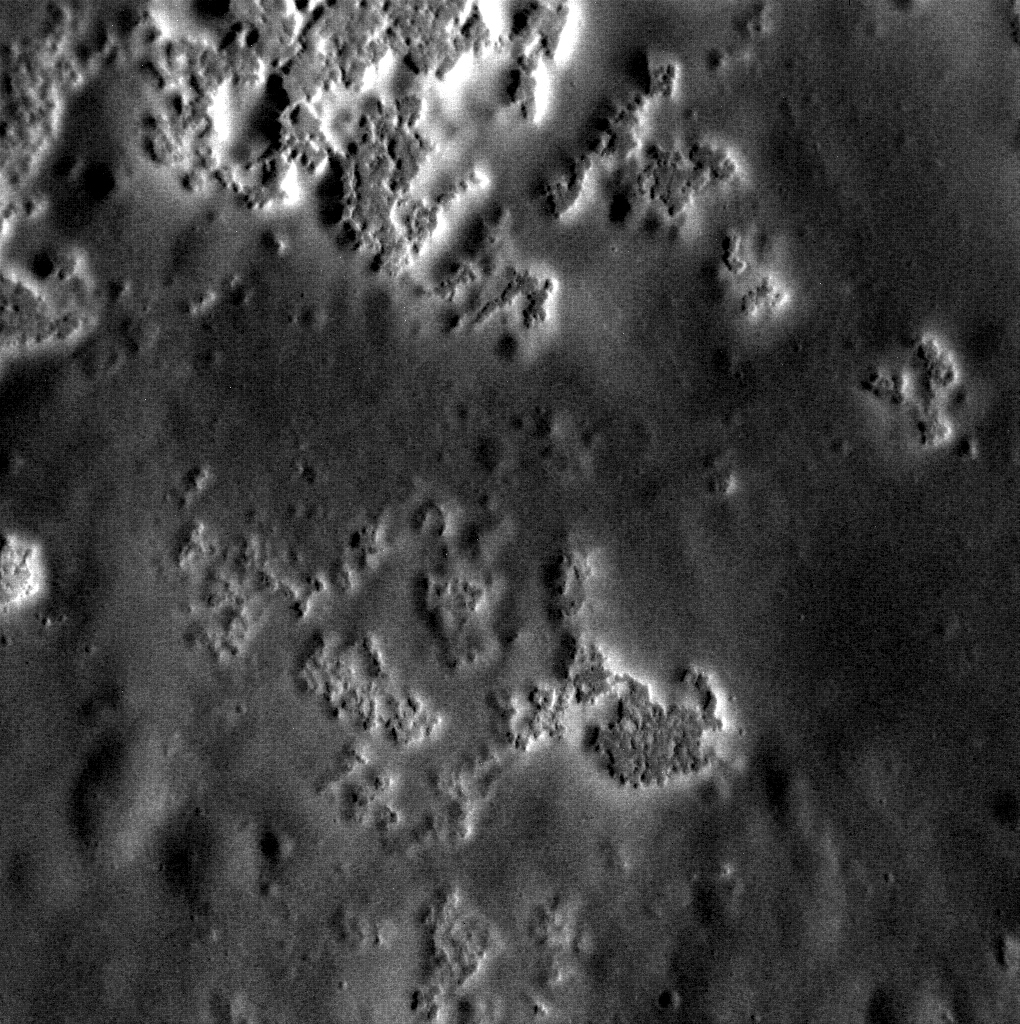
Сфотографовані MESSENGERом вибоїни кратера Шолом-Алейхем на Меркурії.

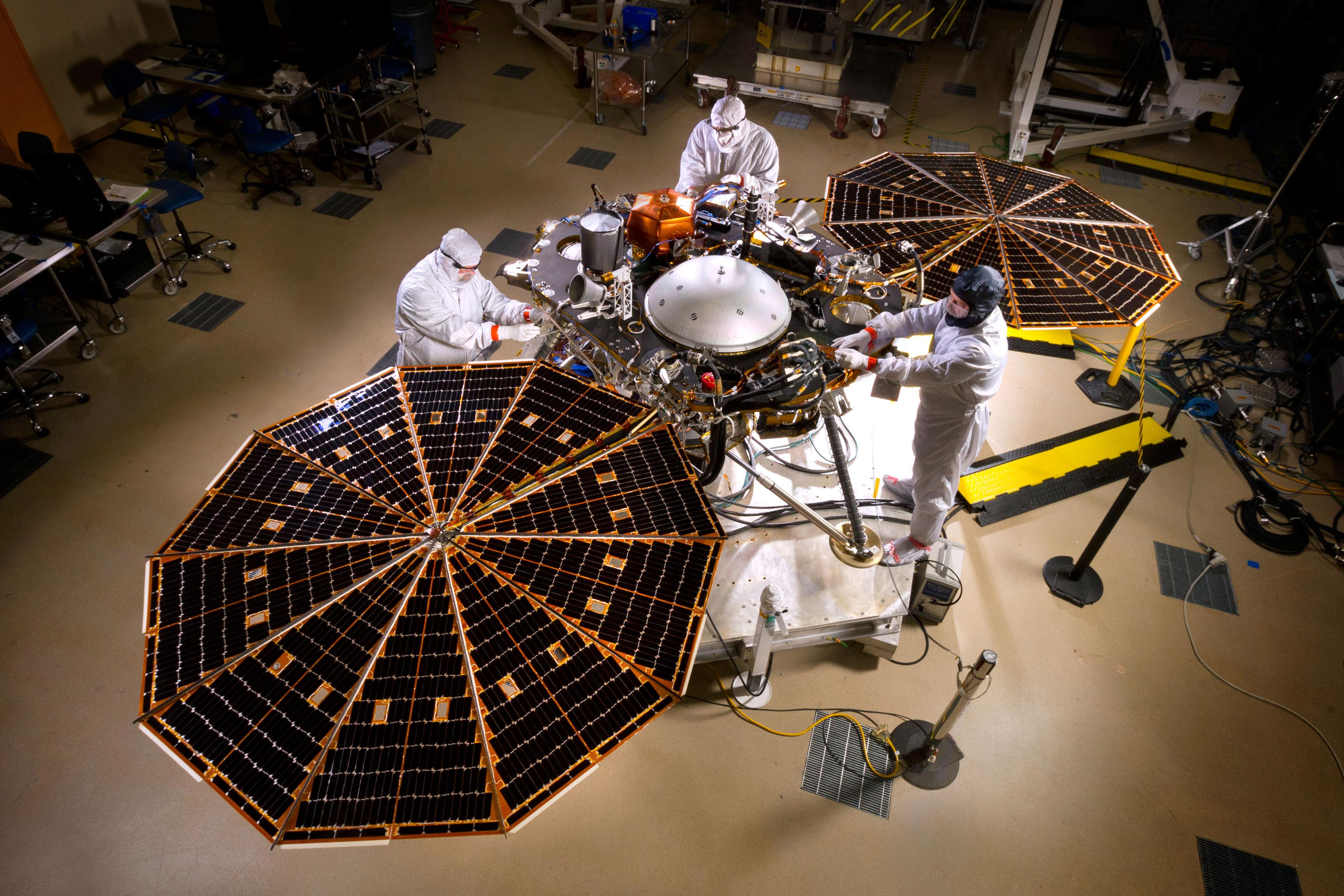
Спусковий апарат Insight (квітень 2015 року, НАСА)

- NEAR Shoemaker (місія № 1) — місія з вивчення астероїда 433 Ерос. Запущена 17 лютого 1996 року, апарат вийшов на орбіту Ероса у 2000 році та успішно здійснив посадку рік по тому. Були успішно здійснені головна і розширена місії.
- Mars Pathfinder  (місія № 2) — посадковий апарат для доставки до поверхні Марса ровера «Соджорнер». Місія запущена в 1996 році і здійснила приземлення 4 липня 1997 року. Були успішно здійснені головна і розширена місії.
- Lunar Prospector (місія № 3) — орбітальний апарат Місяця, запущений для характеризування мінералів Місяця. Запущений у 1998 році, працював на орбіті Місяця півтора року. Були успішно здійснені головна і розширена місії. Апарат був знищений шляхом зіткнення з поверхнею Місяця.
- «Стардаст» (місія № 4) — місія для збору міжзоряного пилу і частинок пилу з ядра комети 81P/Вільда і доставки зразків на Землю. Запущена у 1999 році, апарат успішно зібрав зразки у 2000—2004 роки, після чого зразки в капсулі були повернуті на Землю — 15 січня 2006 р. Науковці зі всього світу отримали можливість вивчати зразки пилу з комети через проєкт stardust@home[en]. Космічному апарату була поставлена нова мета, названа Stardust-NExT, — знову відвідати комету 9P/Темпеля й оглянути кратер, у який було спрямовано для знищення апарат Deep Impact. 24 березня 2011 року, після закінчення головної й додаткової місій, в апарата закінчилось паливо[7].
- Genesis (місія № 5) — місія зі збору заряджених частинок сонячного вітру для аналізу на Землі. Запущена у 2001 році, апарат збирав зразки у 2002—2003 роках. У вересні 2004 року капсула зі зразками, внаслідок помилки парашутів, розбилась у пустелі Юта. Проте зразки сонячного вітру збереглись, і їх можна було вивчати.
- CONTOUR (місія № 6) — невдала місія з вивчення комет Енке і 73P/Швассмана — Вахмана[en]. Місія була запущена у 3 липня 2002 року. Після того як твердопаливний ракетний двигун вивів КА на геліоцентричну орбіту 15 серпня 2002 року, контакт з апаратом був втрачений. НАСА заявило:Комісія з розслідування дійшла висновку, що імовірною причиною невдачі було руйнування конструкції космічного апарата через нагрів твердопаливного ракетного двигуна[5][8].
- MESSENGER (місія № 7) — перша місія з вивчення Меркурія з орбіти. Наукові цілі апарата забезпечили перші фотографії всієї планети, була зібрана деталізована інформація щодо складу і структури кори Меркурія, її геологічної історії, походження тонкої атмосфери, активність магнітосфери, структуру ядра і полюсів. Місія була запущена 3 серпня 2004 року, апарат вийшов на орбіту Меркурія 18 березня 2011 року. Головна місія була завершена 17 березня 2012 року. Було сфотографовано 100 % поверхні Меркурія. 30 квітня 2015 року, після завершення розширеної місії і по закінченню палива, апарат був зміщений з орбіти[9].
- Deep Impact (місія № 8) — апарат був запущений 12 січня 2005 року і вперше в історії скинув на комету 9P/Темпеля зонд, який протаранив її поверхню та сфотографував її з близької відстані. Після успішного завершення місії апарат був введений у стан гібернації і був знову активований для здійснення нової місії — EPOXI.
- Dawn (місія № 9) — місія була запущена 27 вересня 2007 року для вивчення двох найбільших об'єктів поясу астероїдів — Вести і карликової планети Церери. Апарат досяг Вести у липні 2011 року і завершив вивчення Вести у вересні 2012-го і на 2017 рік перебував на орбіті Церери, до якої апарат прибув у березні 2015 року[10][11]. КА використовує іонні двигуни для транспортування до обох об'єктів, що не здійснювалося раніше.
- Kepler (місія № 10) космічна обсерваторія для дослідження структури і різноманітності систем з екзопланетами. Особливий акцент робиться на виявленні екзопланет земного типу[12]. Обсерваторія була запущена 7 березня 2009 року[13], а перші відкриті екзопланети були анонсовані у січні 2010 року.
- Gravity Recovery and Interior Laboratory, (GRAIL) (місія № 11) — програма вивчення гравітаційного поля і внутрішньої будови Місяця космічними апаратами. Запуск відбувся у вересні 2011 року[14]. Апарат був примусово зруйнований шляхом зіткнення з поверхнею Місяця 17 грудня 2012 року.
- InSight (місія № 12) — посадковий апарат, призначений для вивчення структури і складу внутрішньої частини Марса, також отримані дані дадуть змогу зрозуміти формування й еволюцію планет земної групи[15]. Запуск відбувся 5 травня 2018 року. 26 листопада 2018 року зонд InSight здійснив посадку на Марсі. У грудні 2018 року космічний зонд InSight передав на Землю аудіозапис вітру.
- «Люсі» — (місія № 13) — місія з відвідання шістьох троянських астероїдів Юпітера для кращого розуміння формування Сонячної системи[16]. Запуск здійснений 16 жовтня 2021 року[17][18].
- «Психея» (місія № 14) — орбітальний апарат здійснить подорож до астероїда Психея — найбільшого з відомих залізовмісного астероїда Головного поясу, можливо. Астероїд має залізне ядро протопланети[19]. Запуск успішно здійснено 13 жовтня 2023 року ракетою Falcon Heavy компанії SpaceX[20][21].

### Місії підпрограмиMissions of Opportunity

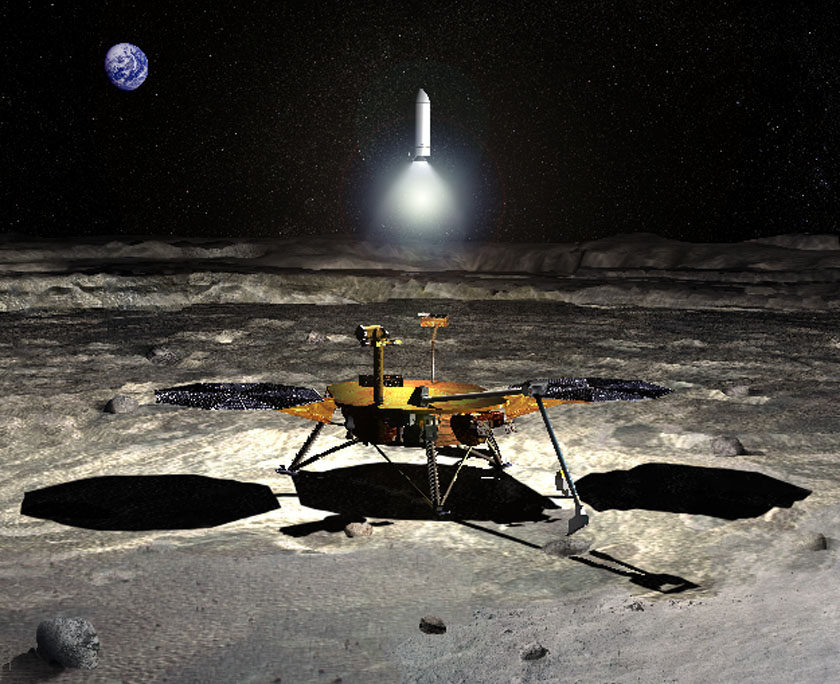
Можливий вигляд місії з повернення зразків з Місяця.

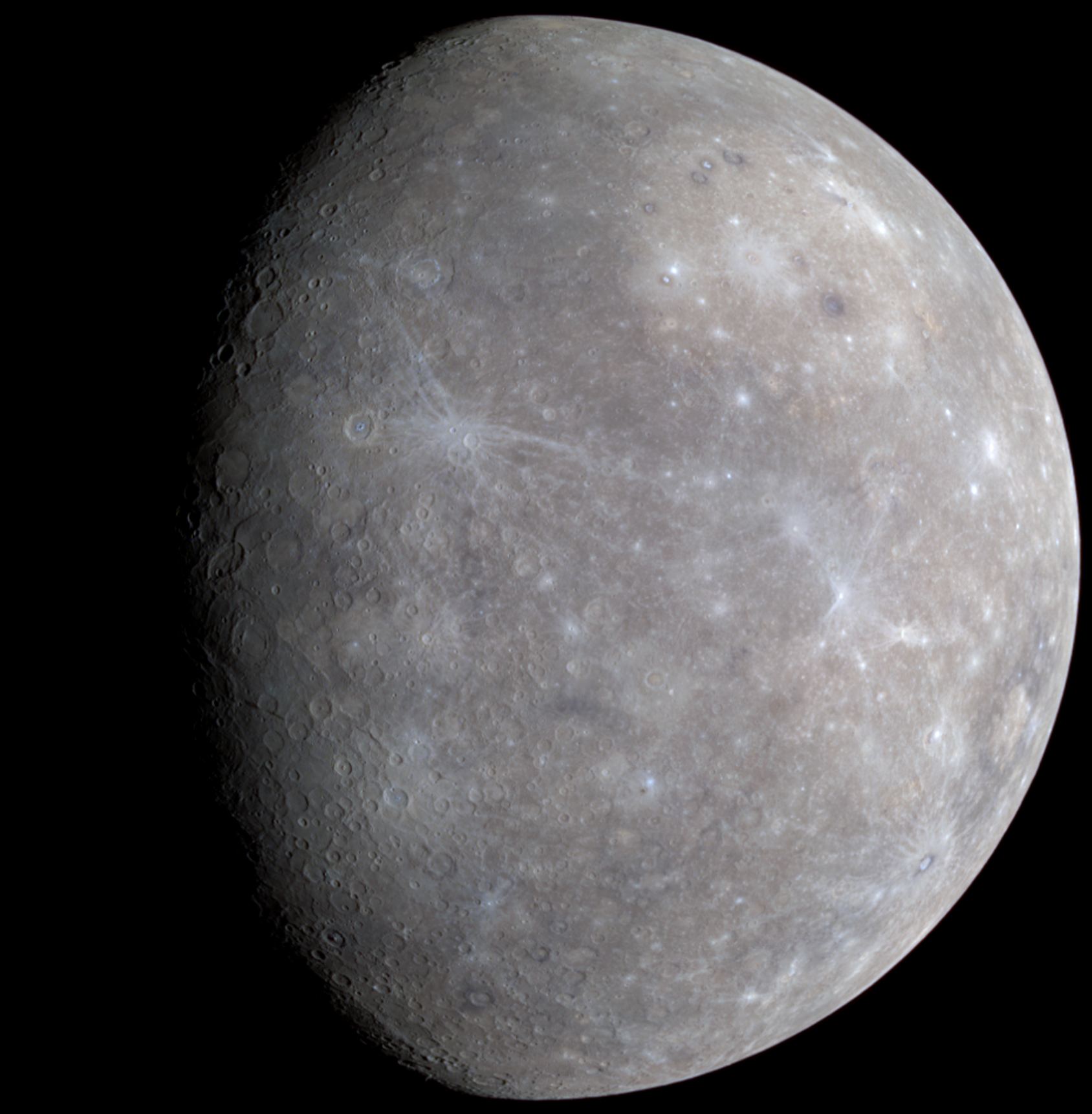
Меркурій, сфотографований MESSENGERом

НАСА також приймає пропозиції щодо фінансування окремих дослідницьких інструментів або обладнання для місій, які не розробляються НАСА. Ці можливості реалізовані через програму Mission of Opportunity.
- Moon Mineralogy Mapper — спроєктований НАСА інструмент розміщений на індійському орбітальному апараті «Чандраян-1». Запущений 22 жовтня 2008 року[22]. Був спроєктований для дослідження мінерального складу Місяця. Віднайдення води на Місяці було анонсовано у вересні 2009 року, через місяць місія була завершена.
- EPOXI — місія була запущена у 2007 році[23]. Існує дві місії для існуючого апарата Deep Impact відносно комети 9P/Темпеля — The Extrasolar Planet Observations and Characterization (EPOCh) — місія використовувала камеру високої роздільної здатності апарата Deep Impact у 2008 році для деталізації інформації щодо відомих гігантських екзопланет, які обертаються довкола інших зірок, пошук екзопланет у системах. — Deep Impact eXtended Investigation of Comets (DIXI) — місія використовувала КА Deep Impact для обльоту другої комети — 103P/Гартлі. Мета — сфотографувати ядро для розуміння відмінності комет. Обліт комети був успішно здійснений, найближче зближення відбулось 4 листопада 2010 року.
- New Exploration of Tempel 1 (NExT) — нова місія КА Stardust для обльоту комети 9P/Темпеля у 2011 році і відзначити зміни у структурі, які відбулись з кометою після її відвідування у липні 2005 року. Наприкінці 2005 року комета наблизилась до Сонця і, відповідно, відбулись зміни на поверхні комети. Обліт був успішно здійснений 15 лютого 2011 р.
- ASPERA-3 — інструмент сконструйований для вивчення взаємодії між сонячним вітром і атмосферою Марса. Інструмент встановлений на орбітальний космічний апарат ЄКА — «Марс-експрес». Запуск відбувся у червні 2003 року. Апарат перебуває на орбіті з грудня 2003 року.
- Strofio[24] — мас-спектрометр, частина інструменту SERENA (ЄКА), який буде встановлений на КА BepiColombo — це орбітальний апарат для вивчення атомів і молекул атмосфери Меркурія.

## Приклади місій
- Io Volcano Observer
- Comet Hopper (CHopper)
- Titan Mare Explorer (TiME)
- Психея
- Mars Geyser Hopper
- Red Dragon

## Процес обрання місій

### 1-ша і 2-га місії

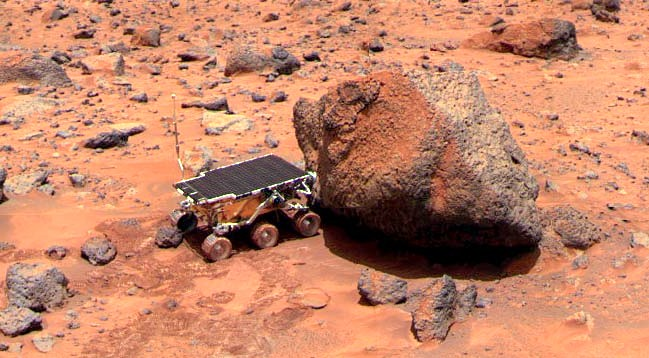
Мінімарсохід «Соджорнер», доправлений на Марс за допомогою апарата Mars Pathfinder вивчає камінь Yogi Rock (1997)

Перша і друга місії за програмою були Mars Pathfinder і Near Earth Asteroid Rendezvous (NEAR) (пізніше NEAR Shoemaker). Ці місії не відбирались тим способом, що наступні, бо на початок формування програми вже були в процесі розробки. Mars Pathfinder використав технологію, яка розроблялась для програми Mars Environmental Survey (MESUR). Крім того, однією з цілей Pathfinder була підтримка програми Mars Surveyor. Пізніше використовувався більш послідовний процес вибору місій.
Вибір місії NEAR має свої особливості: коли була заснована програма, у 1990 році, робоча група рекомендувала зробити першою місією дослідження навколоземного астероїда. Список пропозицій щодо місій до близького до Землі астероїда був опублікований у 1991 році. Місія NEAR була обрана у грудні 1993 року після дворічної розробки. NEAR був запущений 15 лютого 1996 року і прибув на орбіту астероїда Ерос 14 лютого 2000 року. Mars Pathfinder був запущений 4 грудня 1996 року і здійснив посадку на Марс 4 липня 1997 року разом із першим ровером НАСА.

### 3-тя і 4-та місії

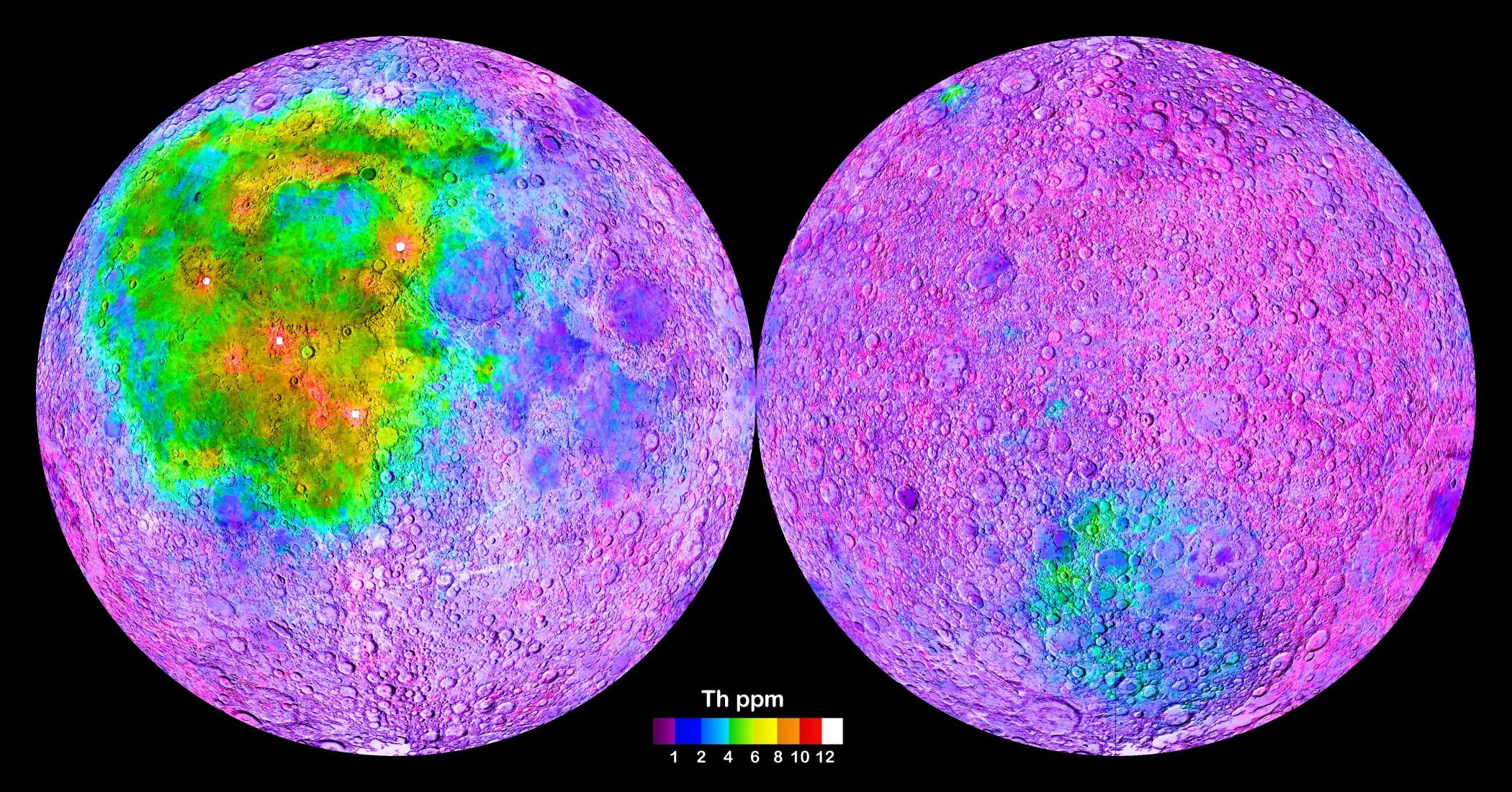
Ділянки з концентрацією Торію на поверхні Місяця, знімки зроблені КА Lunar Prospector

У серпні 1994 року НАСА анонсувала відбір нових двох місій для програми. Існувало 28 пропозицій, відібраних НАСА жовтні 1994 року. У лютому 1995 року була обрана місія Lunar Prospector — орбітальна місія до Місяця. Залишились ще три півфіналісти для 4-ї місії. У листопаді 1995 року була обрана місія Stardust — місія з повернення зразків з комети.

### 5-та і 6-та місії

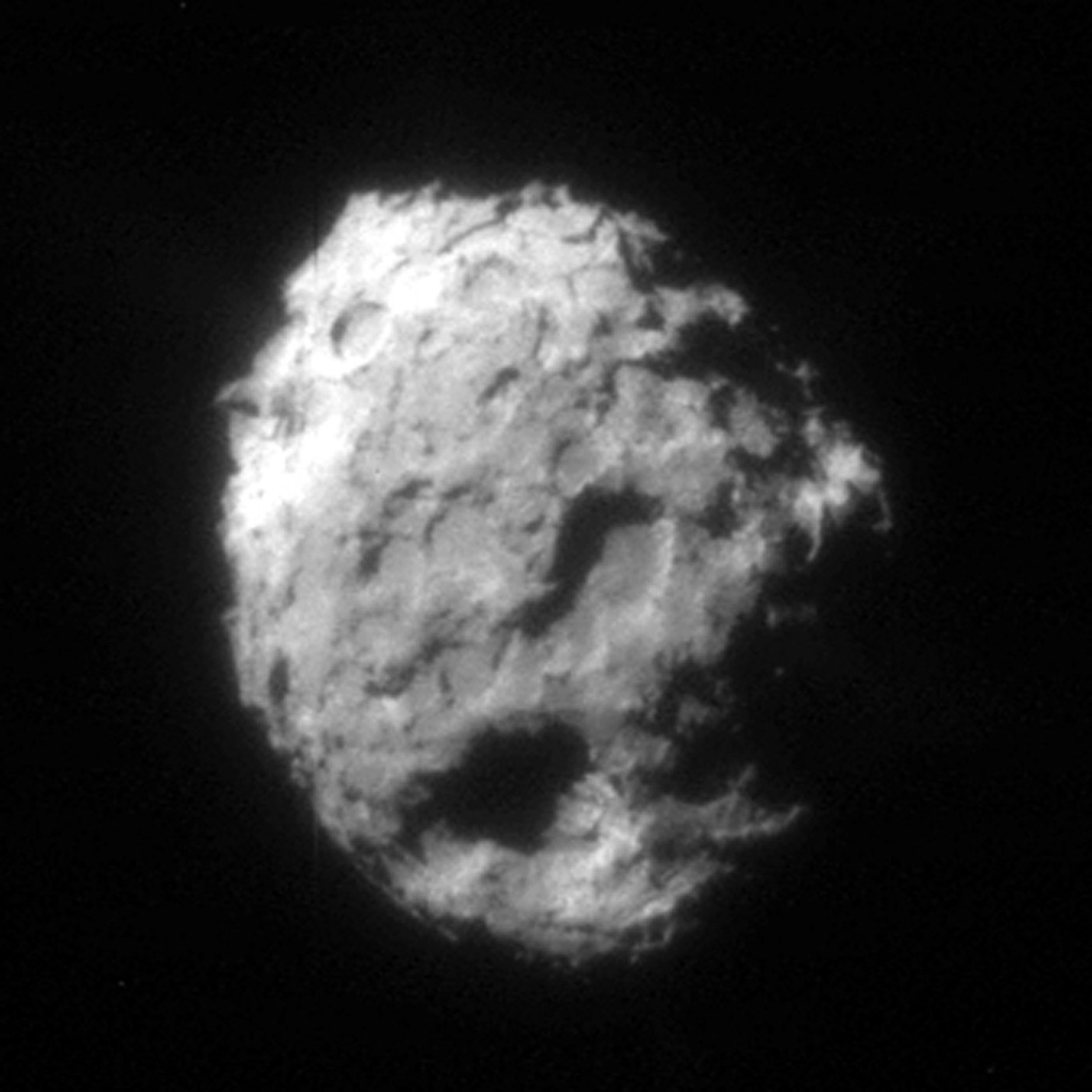
Місія Stardust. Комета 81P/Вільда

У жовтні 1997, НАСА обрала місії Genesis і Contour серед 34 пропозицій, що були представлені у грудні 1996 року.

### 7-ма і 8-ма місії

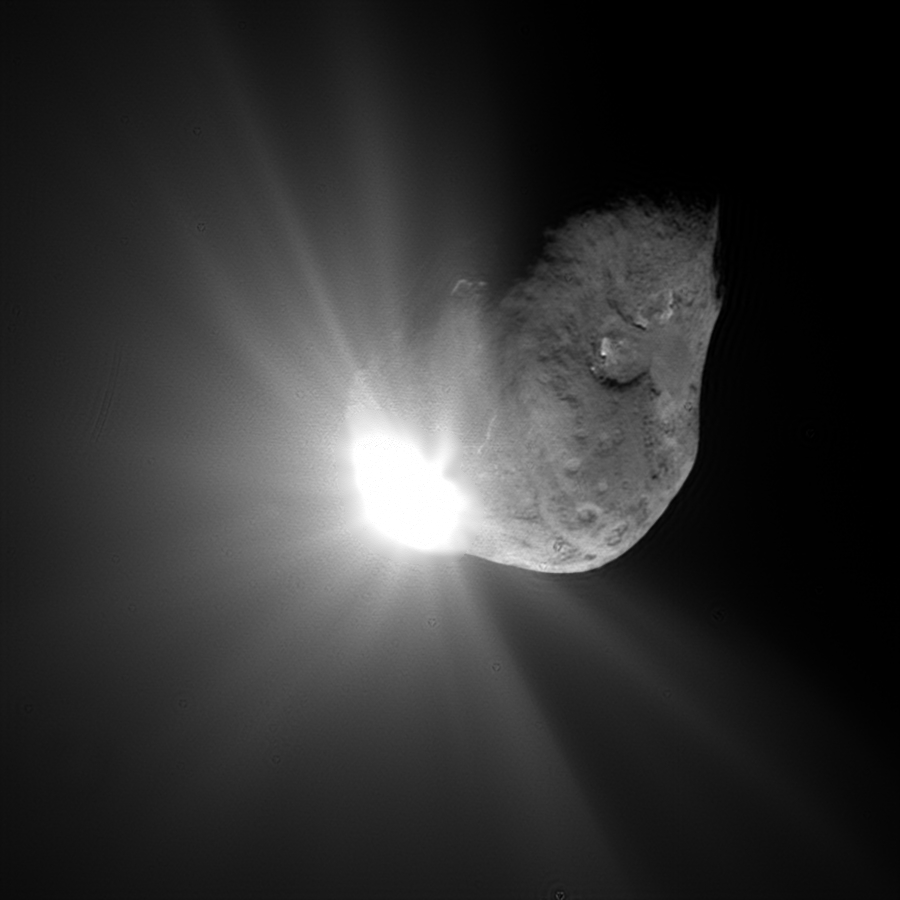
Фото комети Темпеля 1, зроблене апаратом Deep Impact

У липні 1999 року НАСА обрала місії MESSENGER і Deep Impact як наступні місії за програмою. MESSENGER був першою орбітальною місією до Меркурія і першою місією після відвідання Меркурія «Марінером-10», а апарат Deep Impact випустив спеціальний заряд для зіткнення з кометою Темпеля-1. Обидві місії були запущені у 2004 році і коштували близько 300 млн дол. кожна.

### 9-та і 10-та місії
Було визначено 26 концептів місій для наступних місій за програмою, бюджет склав 300 млн дол. У 2001 році були обрані три місії для подальшої розробки — Dawn, «Кеплер» і INSIDE Jupiter. Місія INSIDE Jupiter була схожа на місію «Юнона». Dawn — місія до астероїдів Веста і Церера, а «Кеплер» — космічна обсерваторія для пошуку екзопланет. Три фіналісти отримали 450 тис. дол. для подальшої розробки. У грудні 2001 року «Кеплер» і Dawn були обрані для запуску. На сьогодні було відкрито тільки 80 екзопланет у рамках місії «Кеплера». Обидві місії планувалося запустити у 2006 році. Через значні витрати на місії, а також аварію місії CONTOUR виконання програми ускладнилося. Місії Dawn і «Кеплер» через ці труднощі були запущені у 2007 і 2009 роках відповідно. Місія «Кеплер» отримала продовження, а Dawn успішно здійснив вивчення як Вести, так і Церери. Утім, наступний відбір місій тривав дещо довше, ніж попередні. З часом успіхи і нові відкриття, зроблені апаратами, затьмарили невдачі і поліпшили стан програми Discovery. Також була збільшена кількість місій, що розробляються одночасно через розширення програми.

### 11-та місія

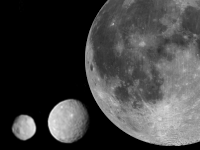
Порівняння масштабів Вести, Церери і Місяця

Наступна місія була анонсована у квітні 2006 року. На той час існувало три фіналісти: GRAIL (переможець), OSIRIS і Vesper. Місія OSIRIS була схожа на місію OSIRIS-REx — місія з повернення зразків з астероїда 101955 Бенну, і Vesper — орбітальний апарат для дослідження Венери. Місія Vesper була також фіналістом у 1998 році. Три фіналісти були анонсовані у жовтні 2006 року і отримали 1,2 млн дол. для подальшої розробки.
У листопаді 2007 року НАСА обрала місію GRAIL як наступну місію для програми. Мета — вивчення гравітаційного поля і внутрішньої будови Місяця. Запуск відбувся у 2011 році. Існувало також 23 інші концепти місій. Бюджет місії становив 375 млн дол., ці гроші призначені для розробки і запуску місії.

### 12-та місія
|                                                   |  |                                                     |
| Поверхня Титана, світлина зроблена зондом Гюйгенс |  | Та сама світлина, оброблена за допомогою комп'ютера |

Вибір цієї місії був важким з огляду на успішне приземлення марсохода і завершення «Програми дослідження Марса» (до цієї програми входять дві місії — «Фенікс» і Mars Atmosphere and Volatile Evolution). Після двох місій Програма дослідження Марса була інтегрована до програми Discovery. Місії до Марса мали популярність і були більш актуальними поруч з іншими об'єктами вивчення. Проте в цей час була здійснена посадка на Титан зонда «Гюйгенс», і дослідження комет також мало актуальне значення. Доказом цього є повне фінансування флагманської місії ЄКА «Розетта».
У 2010 році було отримано 28 пропозицій: 3 до Місяця, 4 на Марс, 7 до Венери, 1 до Юпітера, 1 до юпітеріанського троянця, 2 місії до Сатурна, 7 місій до астероїдів і 3 місії до комет. З них були обрані фіналістами три місії, вони отримали 3 млн дол. у травні 2011 року для подальшої розробки концептів:
- InSight
- Titan Mare Explorer
- Comet Hopper

У серпні 2012 року була обрана місія InSight.

### 13-та і 14-та місії

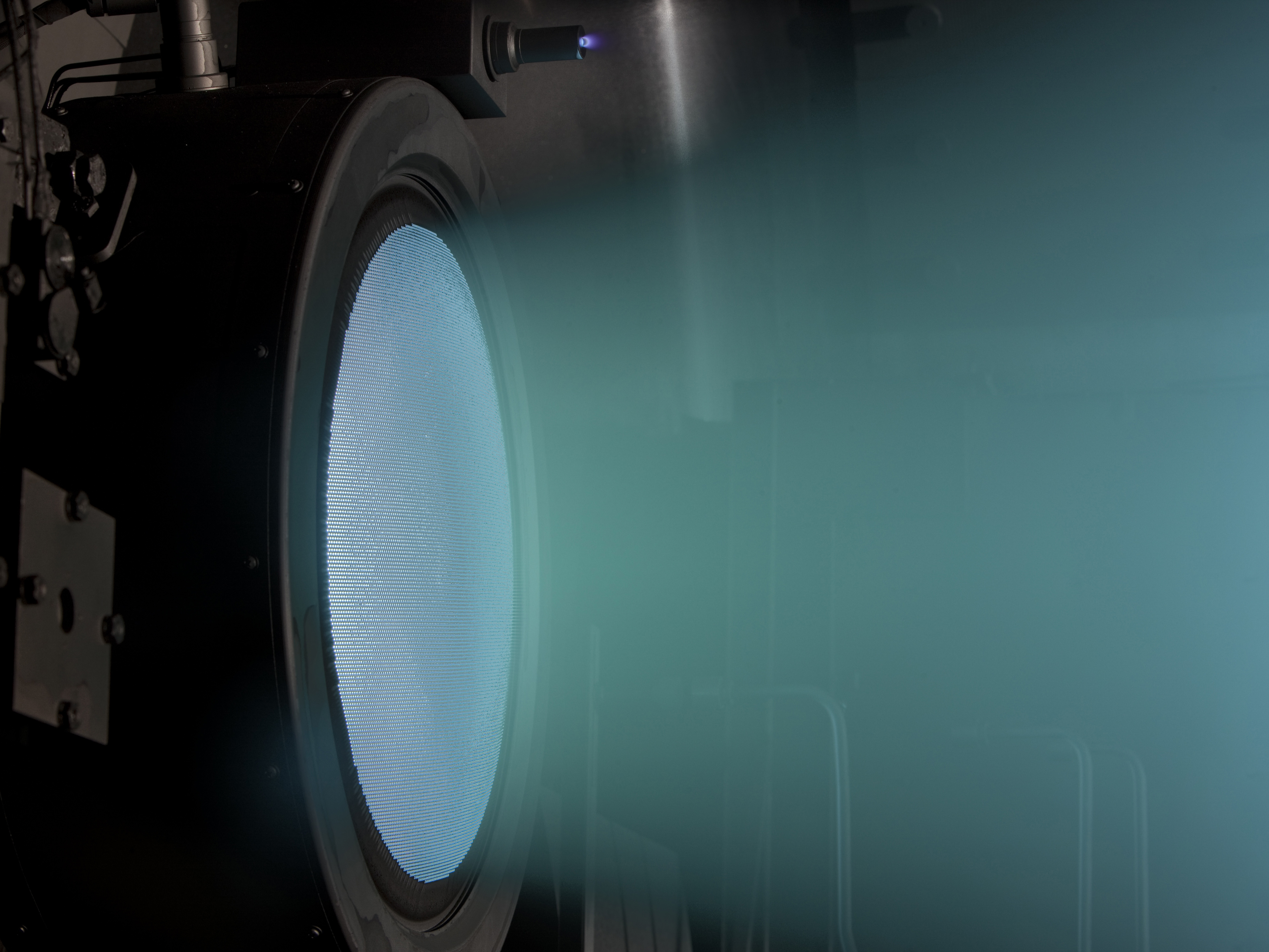
Наступне покоління іонних двигунів НАСА — NEXT.

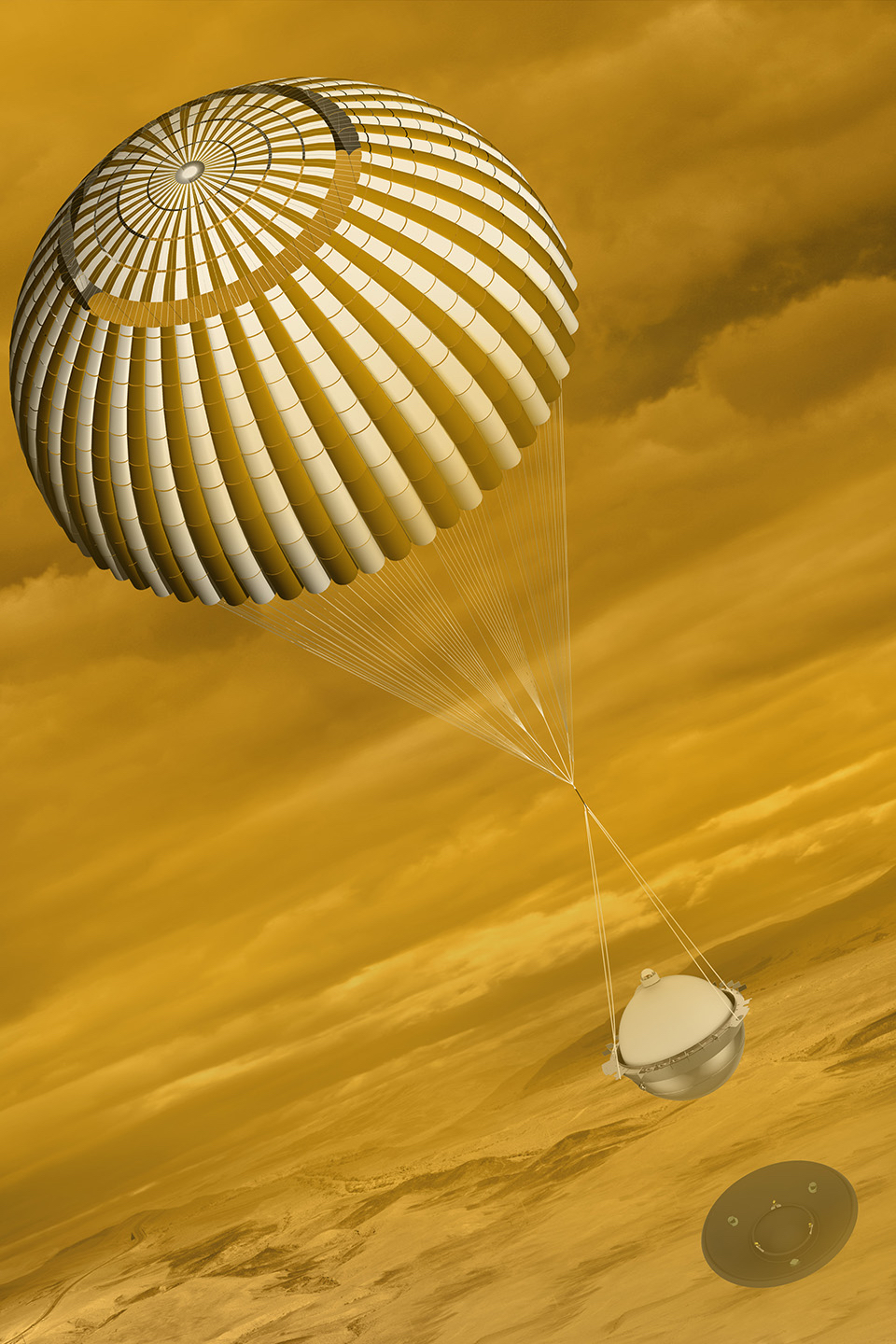
DAVINCI — зонд для дослідження атмосфери Венери

У лютому 2014 року НАСА анонсувала конкурс для 13-ї і 14-ї місій із запуском не пізніше 31 грудня 2021 року. Головна місія забезпечувалася бюджетом у 450 млн дол. Також управління зазначило, що до цього бюджету будуть додатково виділені кошти, якщо в апараті будуть використані наступні технології.
- 30 млн дол. — якщо буде застосована технологія лазерної комунікації у космосі (відправлення даних на відстань не менше відстані від Землі до Місяця)[47][48][49].
- 10 млн дол. — за використання в місії нового тканого теплового 3D-екрана[47].
- 5 млн дол. — за встановлення на апараті мініатюризованого атомного годинника для глибокого космосу[47].
- Використання наступного покоління іонних двигунів NEXT[50] і радіоізотопного теплового блоку без додаткових коштів[47].

Спочатку 450-мільйонний бюджет був анонсований без витрат на обслуговування після запуску. Остаточні вимоги були оголошені 5 листопада 2014 року: було заявлено, що лазерна комунікація не є обов'язковою, проте якщо буде реалізована, місія отримає додаткові кошти.
Кінцева дата подачі пропозицій — 16 лютого 2015 року. На цей час існували такі пропозиції:

### Система Сатурна
- Enceladus Life Finder (ELF) — орбітальна місія з пошуку життя на Енцеладі[54].
- Journey to Enceladus and Titan (JET) — орбітальна місія з пошуків життя на Енцеладі і пошук біосигнатур у плюмах[55].
- Life Investigation For Enceladus (LIFE) — місія з повернення зразків з Енцелада і пошук біосигнатур у зразках плюмів[56].

### Система Юпітера
- Io Volcano Observer — місія з дослідження вулканічної активності і впливу на систему Юпітера шляхом вимірювань його глобального теплового потоку, його магнітного поля, температури лави і складу атмосфери, вулканічних плюмів[57].
- Advanced Jovian Asteroid eXplorer (AJAX) — місія з дослідження юпітеріанського троянця[58].

### Венера
- Deep Atmosphere Venus Investigation of Noble gases, Chemistry, and Imaging (DAVINCI) — зонд для вивчення атмосфери Венери, що має дослідити хімічний склад атмосфери планети під час 63-хвилинного спуску. Обрана як один з фіналістів у вересні 2015 року.
- Radar at Venus (RAVEN) — місія з фотографування поверхні Венери у високій роздільній здатності[59].
- Venus Atmosphere and Surface Explorer (VASE) — зробить вимірювання повного складу благородного газу і легких стабільних ізотопів, що забезпечить створення першого повного профілю атмосферної структури від хмар до поверхні планети (температура, тиск і силу вітру)[60].
- Venus Emissivity, Radio Science, InSAR Topography and Spectroscopy (VERITAS) — орбітальний апарат має зробити глобальну топографічну мапу високої роздільної здатності та сфотографувати поверхню Венери, зробити перші карти деформацій поверхні планети. Місія обрана як фіналіст програми у вересні 2015 року.

### Система Марса
- Mars-Moons Exploration, Reconnaissance and Landed Investigation (MERLIN) — місія з обльоту Деймоса, після чого апарат здійснить переліт до Фобоса і здійснить посадку на нього[61].
- Phobos and Deimos Origin Assessment (PANDORA) — орбітальна місія з дослідження Фобоса і Деймоса[61].
- Phobos and Deimos & Mars Environment (PADME)[61][62]
- Icebreaker Life використовуватиме платформу «Фенікс»/InSight, але матиме на борту обладнання для пошуку життя на планеті[63][64][65].

### Місії до Місяця, астероїдів та комет

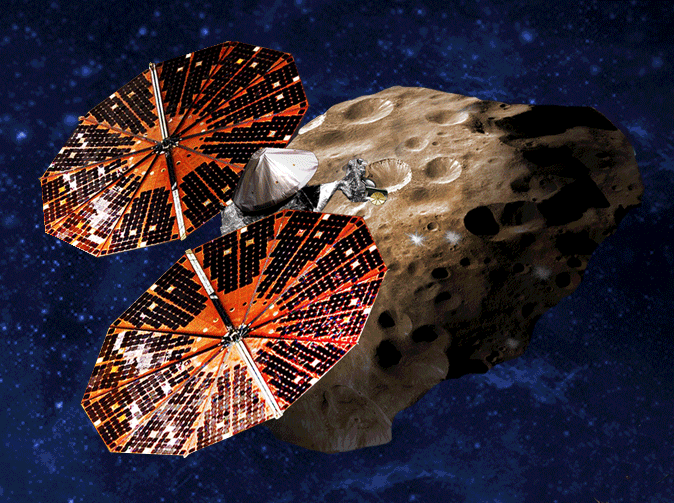
Концепт-арт місії «Люсі»

- Binary Asteroid in-situ Explorer (BASiX) — місія з відвідання бінарного астероїда, а також здійснення невеликих вибухів для того, щоб побачити, як вони вплинуть на рух обох об'єктів[66].
- Comet Radar Explorer (CORE).
- Dark Asteroid Rendezvous (DARe) — місія з відвідання до 9 астероїдів, використовуючи іонний двигун[67].
- «Люсі» — місія з польоту космічного апарата до п'яти троянських астероїдів Юпітера, орбіти яких розташовані на шляху Юпітера або поза його орбітою. Можливі цілі — астероїди 52246 Дональдджогансон, 3548 Еврібат 21900 Орус, 617 Патрокл, 11351 Леукус[16][68]. Місія була обрана серед п'яти фіналістів.
- Moon Age and Regolith Explorer (MARE)[69][70].
- NanoSWARM — кубсат для вивчення космічного вивітрювання, місячного магнетизму, місячної води і дрібномасштабної магнітосфери.
- Near-Earth Object Camera (NEOCam) — місія з запуску інфрачервоного телескопа в космос для спостерігання за Сонячною системою і потенційно небезпечними астероїдами. Обрана разом з 5 фіналістами у вересні 2015 року.

- Proteus — місія з дослідження комети 238P/Read головного поясу комет[71].
- «Психея» — для дослідження походження планетарних ядер за допомогою вивчення металевого астероїда 16 Психея. Цей астероїд може мати оголене залізне протопланетне ядро. Найімовірніше, це наслідок сильного зіткнення з іншим об'єктом, який здер зовнішню кору[19]. Обрана серед 5 фіналістів у вересні 2015 року.

### Інші місії
- Kuiper Telescope — місія з вивчення багатьох об'єктів — гігантських планет, їх супутників і невеликих космічних тіл за допомогою 1,2-метрового дзеркала телескопа, він буде розміщений у точці Лагранжа L2[72].

30 вересня 2015 року НАСА обрала п'ять місій — DAVINCI, VERITAS, «Люсі», NEOcam і «Психея» — для фінального відбору, у результаті якого залишаться дві місії. Кожна місія отримала 3 млн дол. на один рік для подальшої розробки.
4 січня 2017 року було проголошено, що 13-ю та 14-ю місіями програми Discovery обрані місії «Люсі» і «Психея».

## Короткий опис програми
Космічна програма Discovery досліджує астероїди, комети, Марс, Меркурій і Місяць. Створені дві місії з повернення зразків, одна — кометного пилу, інша — сонячного вітру, а також виявлений міжзоряний пил і одна космічна обсерваторія працює над відкриттям екзопланет.
| Космічна програма «Discovery» | Космічна програма «Discovery» | Космічна програма «Discovery» | Космічна програма «Discovery» | Космічна програма «Discovery» | Космічна програма «Discovery» |
| ----------------------------- | ----------------------------- | ----------------------------- | ----------------------------- | ----------------------------- | ----------------------------- |
|                               |                               |                               |                               |                               |                               |
| NEAR 1996                     | Mars Pathfinder 1996          | Lunar Prospector 1998         | Стардаст 1999                 | Genesis 2001                  | MESSENGER 2004                |
|                               |                               |                               |                               |                               |                               |
| Deep Impact 2005              | Dawn 2007                     | Кеплер 2009                   | GRAIL 2011                    | InSight 2018                  | Люсі 2021                     |
|                               |                               |                               |                               |                               |                               |
| Психея 2023                   |                               |                               |                               |                               |                               |